# Orde van de Schitterende Ster (China)

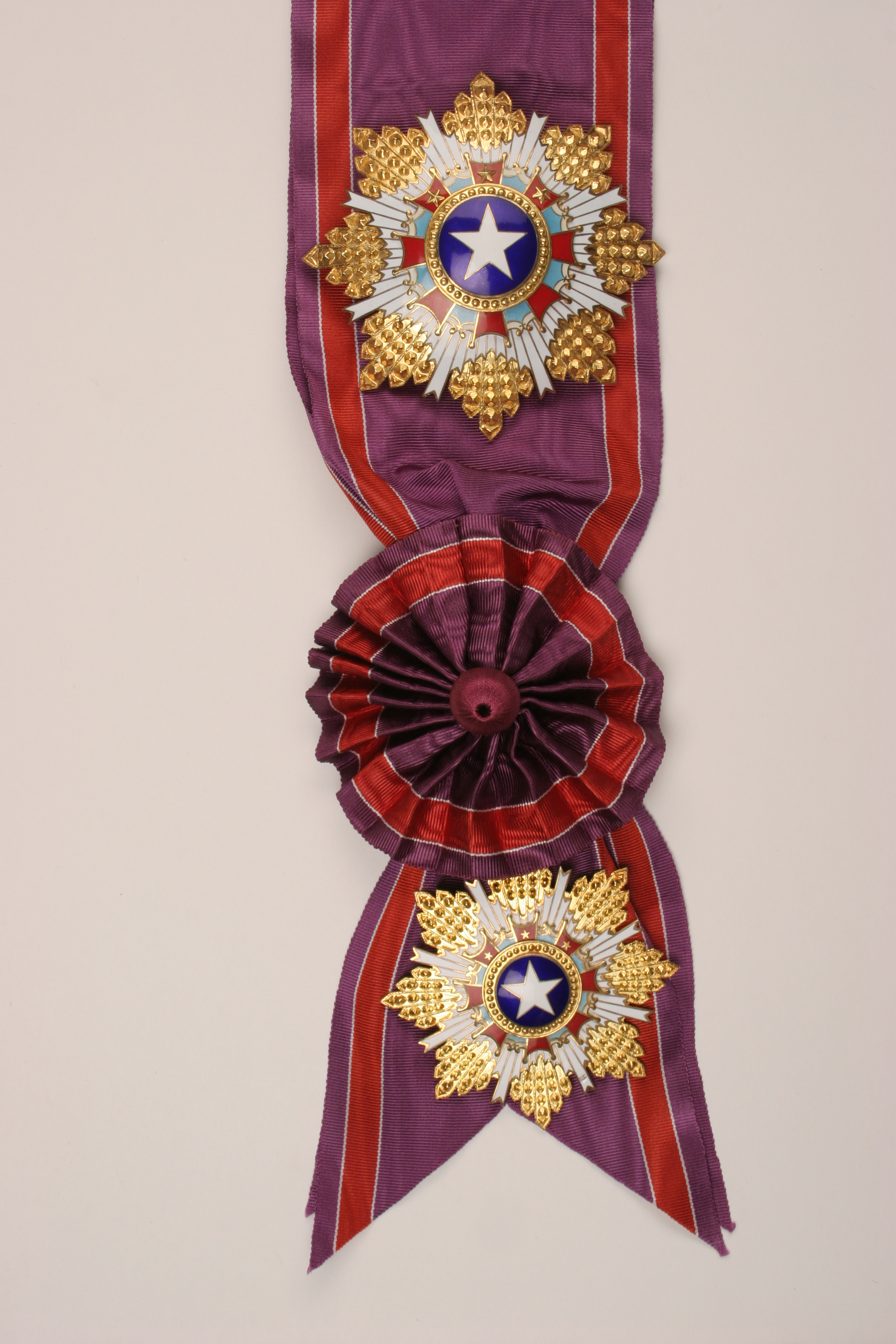
Ordeteken

De Orde van de Schitterende Ster werd op 12 februari 1941 door de Chinese president Chiang Kai-shek ingesteld als beloning voor nationale en maatschappelijke ontwikkeling. Deze ridderorde kent negen graden.
De graden en versierselen van de Orde van de Schitterende Ster
- Speciaal Grootlint
- Grootlint
- Groen Grootlint
- Speciale Cravatte
- Cravatte
- Speciaal Rozet
- Rozet
- Speciaal lint
- Lint

Toen in 1949 de verslagen Chinese regering naar Taiwan vluchtte bleef deze onderscheiding daar deel uitmaken van het decoratiestelsel van de Republiek China. De in Peking residerende regering van de Volksrepubliek China verleent deze onderscheiding niet. 
De Nederlandse verzekeraar Samuel Jonker droeg het "Paarse Grootlint" van deze orde.